# Barraca del camí dels Muntanyesos XIV
La Barraca del camí dels Muntanyesos XIV és un edifici de pedra seca del Pla de Santa Maria (Alt Camp) inclosa a l'Inventari del Patrimoni Arquitectònic de Catalunya.

## Descripció
És una barraca que la bardissa acumulada al seu entorn no permet apreciar exactament ni la seva estructura ni el seu estat de conservació. Té trets circulars i està envoltada per un mur de pedra seca. Prop de l'entrada hi ha les restes del que sembla una petita edificació.
L'interior és ovalat i a l'entrada no forma cap angle. Està coberta amb falsa cúpula que tanca amb una espècies d'espinada, la seva alçada màxima és de 3'68m. Al fons hi ha una menjadora. La seva fondària és de 5m i la seva amplada de 2'22m.